# Microsoft Visual Studio 6
Microsoft Visual Studio 6 es la segunda versión de la suite de desarrollo de Microsoft, la última que no trabajaba sobre la plataforma .NET y la última versión en correr sobre la plataforma Windows 9x. Fue lanzada en junio de 1998. La versión de todos sus miembros fue movida a la 6.0, incluyendo a Visual J++ y a Visual InterDev, que se encontraban en las versiones 1.1 y 1.0 respectivamente. Esta versión fue la base para el sistema de desarrollo de Microsoft para los siguientes 4 años, en los que Microsoft migró su estrategia de desarrollo al .NET Framework.
Visual Studio 6.0 es la última versión en incluir Visual Basic basado en Component Object Model; versiones posteriores incorporarían una versión muy diferente del lenguaje con muchas mejoras, fruto de la plataforma .NET. 
También es la última versión en incluir Visual J++, que incluía extensiones propietarias e incompatibilidades al lenguaje de programación Java, lo que lo hacía incompatible con la versión de Sun Microsystems, propietario del lenguaje. Esto acarreó problemas legales a Microsoft, y se llegó a un acuerdo en el que Microsoft dejaba de comercializar herramientas de programación que utilizaran la Microsoft Java Virtual Machine aunque podía proporcionar soporte técnico a sus clientes que tuvieran ya desplegada la MSJVM y pagaba indemnizaciones de varios millones de dólares a Sun.
Aunque el objetivo a largo plazo de Microsoft era unificar sus herramientas de desarrollo en un solo entorno, esta versión y la anterior Microsoft Visual Studio 97 tienen Visual J++ y Visual InterDev que se separaban del entorno de Visual C++, mientras que Visual Basic y Visual FoxPro seguían manteniendo su entorno específico.
Visual Studio 6.0 aparece en dos ediciones: Professional y Enterprise.
La versión Professional incluye :
- Visual Basic 6.0
- Visual C++ 6.0
- Visual FoxPro 6.0
- Visual J++ 6.0
- Visual InterDev 6.0

La versión Enterprise, además de todos los componentes de la Professional (en versión Enterprise) incluye :
- Visual SourceSafe 6.0
- Microsoft BackOffice Server 4.5 Developer Edition
  - Microsoft Windows NT 4.0 Option Pack
  - Microsoft SQL Server 6.0
  - Microsoft Exchange
  - Microsoft Proxy Server
  - Microsoft Site Server
  - Microsoft SNA Server